# Pching-jao
Pching-jao (čínsky: pchin-jin Píngyáo, znaky 平遥) je staré čínské město dynastií Ming a Čching (14. – 20. století), centrum stejnojmenného okresu, který patří k prefektuře Ťin-čung v provincii Šan-si. Je příkladem dobře zachované, typicky čínské architektury. Město je obklopeno mohutnými obrannými hradbami a jeho jádro ukazuje vývoj architektonických stylů a územního plánování za posledních 500 let. Obzvláště zajímavé jsou budovy spojené s bankovnictvím. Pching-jao bylo totiž v průběhu 19. a 20. století bankovním centrem proslulým po celé zemi.
V roce 1986 určila Čínská lidová republika Pching-jao jedním z čínských kulturních a historických měst. A v roce 1997 bylo město zahrnuto do světového kulturního dědictví UNESCO.

## Hradby

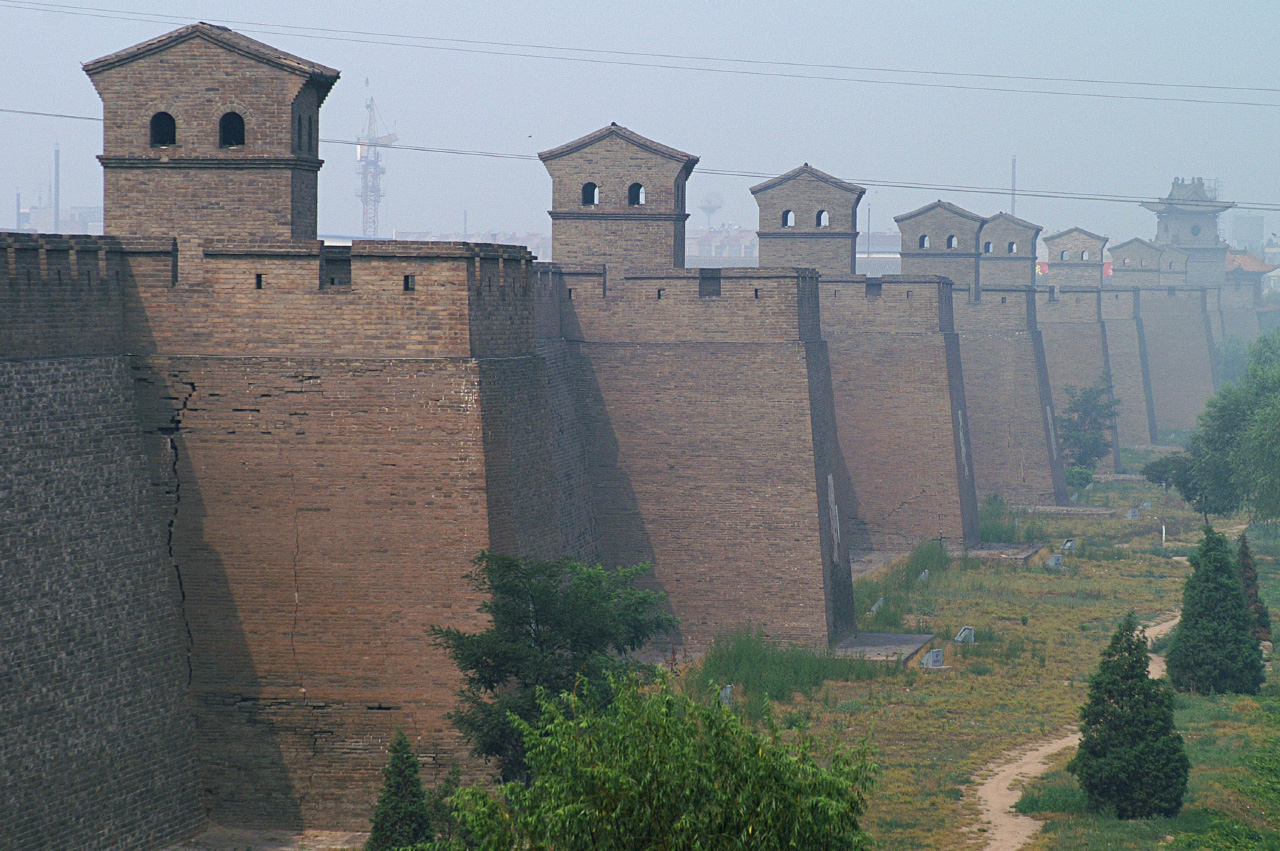
Říká se, že tato 12 metrů vysoká zeď má tvar želvy.

Impozantní hradby města byly postaveny v roce 1370. Mají půdorys čtverce, dosahují asi 12 metrů výšky a 5 metrů šířky, obvod měří více než 6 kilometrů. Stěny mají šest bran, severní a jižní strana každá jednu bránu a západní a východní strana každá po dvou branách. Kromě čtyř věží v rozích je zde i 72 strážních věží a více než 3000 cimbuří. Říká se, že tvar městských hradeb má připomínat obrys želvy. Její hlava leží u jižní brány, čtyři nohy u východní a západní brány a ocas u té severní. Díky této podobě má Pching-jao přezdívku „Želví město“. Roku 2004 se část jižní zdi zhroutila, ale byla opět zrekonstruována. Zbytek městských hradeb je dosud neporušený a je považovaný za jednu z nejvíce zachovalých památek tohoto rozsahu.

## Historie města

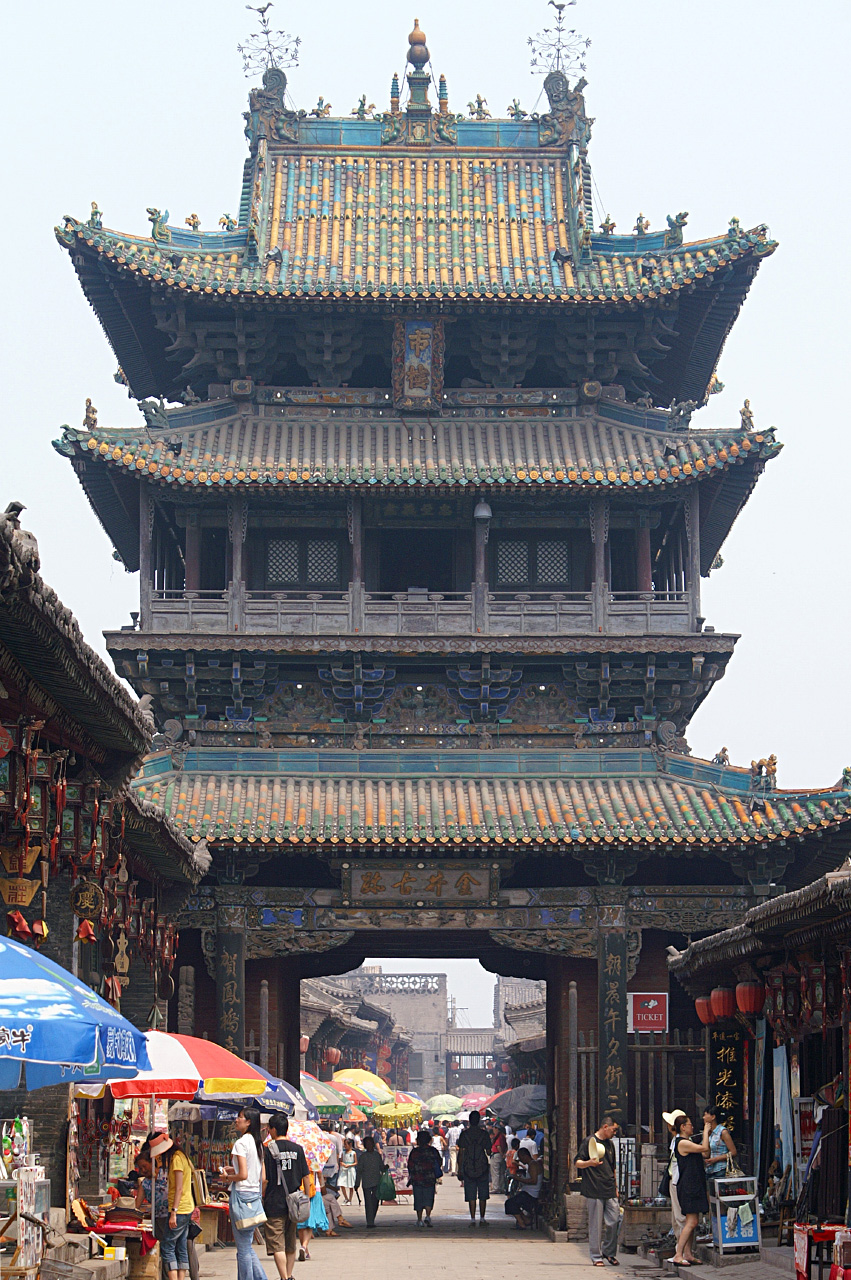
Půvabnou věž ozvláštňují prohnutá nároží střech. Dnešní podobu má zvonice od rekonstrukce z roku 1688.

Okolí Pching-jaa je osídleno lidmi již od neolitických časů. Během čínské dynastie Čou, za panování krále Süana, bylo město opevněno první hliněnou hradbou. Se zaváděním systémů prefektur, kolem roku 220 př. n. l., se Pching-jao stává správním sídlem a v této roli po mnoho let pokračuje. V roce 1370, během dynastie Ming, bylo město velmi rozšířeno. Byla postavena obrovská obranná zeď a také se velmi změnilo vnitřní uspořádání města. Od té doby se město stalo významným centrem bankovnictví, řemesel i sídlem mandarína, který spravoval provincii. A obzvláště se z města stalo jedno z vedoucích obchodních měst v severní Číně. Když však dynastie Čching nesplatila půjčky, nechala banky bez prostředků a odstoupila, začalo Pching-jao upadat. Přesunen státních financí do Šanghaje a Hongkongu město téměř upadlo v zapomnění a zastavil se jeho rozvoj. A díky tomu se nakonec uchoval jeho osobitý ráz.

## Poloha a hospodářství
Město Pchig-jao se nachází v čínské provincii Šen-si, asi 715 km jihozápadně od Pekingu a 80 km od hlavního města provincie Tchaj-jüan. Leží na východním břehu řeky Fen. Ekonomiku města zahrnuje převážně zemědělství, region je známý pro své hovězí maso. Dalšími produkty z oblasti jsou obilí, bavlna a typické lakované zboží.

## Město dnes

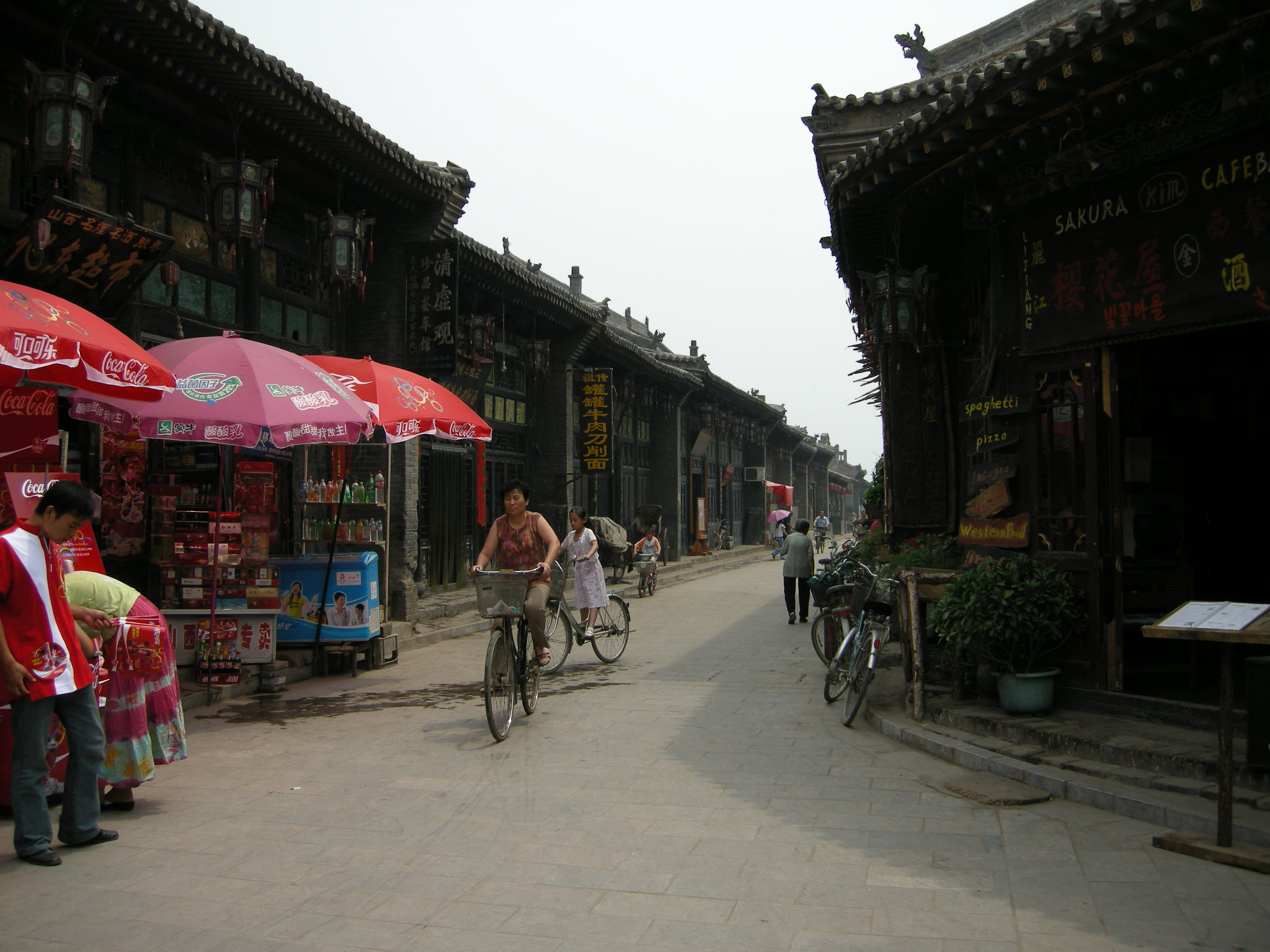
Ulice Pching-jao

Pching-jao se stalo populární turistickou atrakcí. Hradby města uzavírají plochu 2,25 km², která zahrnuje šest velkých chrámových komplexů. Ulice města jsou uspořádány symetricky a přímočaře a lemuje je bezpočet tradičních čínských budov a rodinných sídel, včetně soudních dvorů a více než 3000 starobylých obchodů. Ty se díky pozdějšímu poklesu postavení města na rozdíl od jiných čínských měst dochovaly a ukazují nám, jaký byl kulturní, sociální, ekonomický a náboženský vývoj v průběhu jednoho z nejvíce klíčových období čínské historie. Z vrcholu velké městské zdi máme pohled z ptačí perspektivy na kompletní staré město, postavené před téměř třemi tisíci lety.

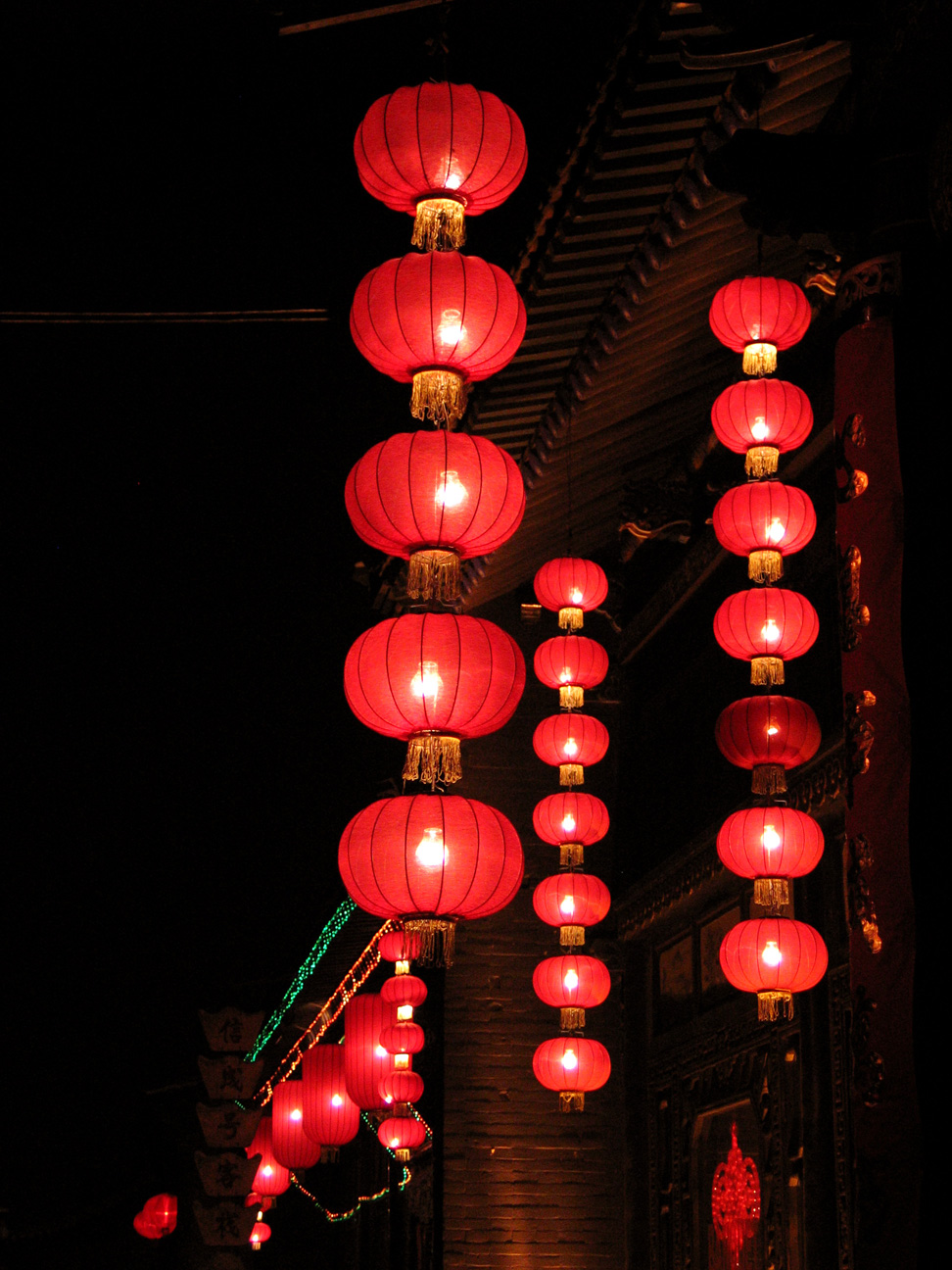
Tradiční červené lampiony

Jako populární turistické město má Pching-jao na svou celkem malou rozlohu velké množství hotelů. Můžeme zde navštívit mimo jiné rozsáhlé muzeum čínského bankovnictví Ž'-šen-čchang, muzeum typického nábytku nebo muzeum Tchien-ťi-siang Po-wu-kuan, které pečuje o nevelkou sbírku místních artefaktů.
Jízdní kola jsou zde hlavním způsobem přepravy po městě, protože doprava auty je omezena.